# Källö
Não deve ser confundido com Källö-Knippla no arquipélago do norte de Gotemburgo .
Källö, oficialmente Stora Källö, é uma ilha no sul do arquipélago de Gotemburgo . Houve uma população permanente na ilha e viviam da pesca e da agricultura. Brännö usou a ilha para pastoreio de ovelhas. As casas mais antigas da ilha são do século XVIII.
O nome Källö vem do caldeirão gigante encontrado na ilha.
A associação de lanchas de Gotemburgo teve que alugar parte de Källö em 1932. Ainda naquele ano, a associação comprou parte do terreno e construiu um cais, pista de dança e quiosque.  Desde então, os membros compraram terras e construíram casas de veraneio. Hoje existem cerca de 30 casas de veraneio na ilha.
A oeste da ilha fica a propriedade privada Lilla Källö, onde hoje existem duas casas de veraneio.

## Ruas
- Källö Bryggväg (2013)
- Källö Village Road (2013)
- O Caminho da Fonte (2013)[2]